# ستيف وايت هول
ستيف وايت هول (بالإنجليزية: Steve Whitehall)‏ هو لاعب كرة قدم بريطاني في مركز الهجوم، ولد في 8 ديسمبر 1966 في Bromborough ‏ في المملكة المتحدة. لعب مع أولدهام أثلتيك ونادي تشستر سيتي ونادي روتشديل ونادي ساوثبورت ونادي مانسفيلد تاون.